# Basadingen-Schlattingen
Basadingen-Schlattingen é uma comuna da Suíça, no Cantão Turgóvia, com cerca de 1.653 habitantes. Estende-se por uma área de 15,63 km², de densidade populacional de 106 hab/km². Confina com as seguintes comunas: Diessenhofen, Schlatt, Truttikon (ZH), Unterstammheim (ZH), Waltalingen (ZH).
A língua oficial nesta comuna é o Alemão.